# فرانك ريتش
فرانك ريتش (بالإنجليزية: Frank Reich)‏ هو لاعب كرة قدم أمريكية أمريكي، ولد في 4 ديسمبر 1961 في فريبورت في الولايات المتحدة.

## وصلات خارجية
- فرانك ريتش على موقع مرجع كرة القدم المحترفة.كوم (الإنجليزية)